# Pierre Lorillard IV
Pierre Lorillard IV (Contea di Westchester, 13 ottobre 1833 – New York, 7 luglio 1901) è stato un imprenditore e proprietario, nonché allevatore, di purosangue da corsa statunitense.

## Genealogia
Nato nella contea di Westchester, nello stato di New York, Pierre Lorillard IV era il primogenito di Pierre Lorillard III (1796-1867) e Catherine Griswold. Attorno al 1760, il suo bisnonno Pierre Abraham Lorillard (1742-1776), imprenditore francese naturalizzato statunitense, aveva fondato la prima azienda produttrice di tabacco da fiuto del Nord America, ossia l'azienda che diventerà poi la Lorillard Tobacco Company (che da sempre sostiene di essere la più antica azienda del tabacco degli Stati Uniti d'America e del mondo), garantendo così il benessere a tutti i suoi discendenti.

## Carriera

### Tuxedo Club
Nei primi anni ottanta del diciannovesimo secolo, Lorillard diede un aiuto nello sviluppo della cittadina di Newport, nel Rhode Island, come centro turistico e di villeggiatura di lusso, attraccandovi spesso coi il suo scuna Vesta e con il suo yacht a vapore Radha. Egli possedeva anche una tenuta estiva a Newport chiamata "The Breakers", costruita nel 1878, che vendette a Cornelius Vanderbilt II nel 1882 per utilizzare invece la sua nuova, appena costruita, tenuta a Tuxedo Club. La più famosa opera per cui si ricordi Pierre Lorillard IV è proprio la costruzione di Tuxedo Club, sviluppatosi oggi nel villaggio di Tuxedo Park, nella contea di Orange, nello stato di New York, uno dei primi country club (ossia circoli sportivi privati) degli Stati Uniti d'America.
Tra il 1802 e il 1812, suo nonno, Pierre Lorillard II, aveva comprato circa 2.400 km2 (600.000 acri) di terreno tra la contea di Orange e quella di Rockland, a ridosso del fiume Hudson, a circa un'ora di treno dalla città, dapprima per sfruttarne le riserve di ferro e poi per destinarlo alla produzione di legname; suo padre, Pierre Lorillard III aveva continuato a mantenerlo come attività per questa produzione incrementando la superficie di propria proprietà e, dopo la morte di quest'ultimo, Pierre Lorillard IV, decise dapprima di trasformare quei luoghi in una riserva di caccia e pesca per sé e i suoi amici e poi di mettere in piedi un vero e proprio circolo privato costruendo in pochi mesi, a partire dal 1886, ben 22 cottage, con relative strade ed acquedotti e vari impianti sportivi, attorno ad un piccolo lago conosciuto come Tuxedo Lake. Per migliorare sempre di più tutto questo, Lorillard, in associazione con William Waldorf Astor, ingaggiò negli anni anche famosi architetti tra i quali Bruce Price, che qui realizzò la clubhouse e diversi dei suoi famosi cottage.
Oltre che, ovviamente, del Tuxedo club, Lorillard era anche membro del Jekyll Island Club, conosciuto anche come il "Club dei milionari", e della Società di San Nicola della città di New York.
Mentre alcune fonti in passato hanno riportato che fu Griswold Lorillard, uno dei figli di Pierre Lorillard, ad introdurre negli Stati Uniti d'America lo smoking (che negli USA è conosciuto proprio come tuxedo) in occasione del ballo autunnale del Tuxedo Club del 1886, oggi si sa che questo non è del tuttoe esatto. Sebbene sia certo che Griswold e i suoi amici stessero cercando di creare un nuovo stile indossando abiti non del tutto ortodossi, le loro giacche erano più vicine a frac senza code o a quello che oggi viene chiamato mess jacket, piuttosto che a veri e propri smoking.

### Corse di purosangue
Sportivi appassionati, Pierre Lorillard IV e suo fratello George Lyndes Lorillard, furono figure di spicco nel panorama delle corse di purosangue dell'epoca. Nel 1874, ad esempio, Saxon, uno dei cavalli della scuderia di Pierre, vinse la Belmont Stakes, mentre un altro dei suoi cavalli, Parole, ebbe un discreto successo sia in gare statunitensi che europee. Notevoli anche i successi ottenuti dai suoi cavalli in Europa: nel 1881, ad esempio, il suo Iroquois, vincendo la St. Leger Stakes guidato da Fred Archer, divenne il primo cavallo allevato e posseduto da uno statunitense a vincere una corsa classica europea, mentre nel 1901 il suo Garrick vinse, montato da Danny Maher, la Chester Cup.
Pierre Lorillard istituì anche la corsa di Rancocas Stable, battezzandola così in onore della cittadina del New Jersey in cui egli possedeva una tenuta di campagna.

### Esplorazioni
Oltre al suo interesse per le corse di cavalli, Lorillard fu anche un appassionato di esplorazioni, tanto che finanziò la spedizione in America Centrale dell'archeologo francese Désiré Charnay e la sua seguente pubblicazione "The Ancient Cities of the New World. Being Travels and Explorations in Mexico and Central America from 1857-1882", ottenendo anche la Legion d'onore dal governo francese per aver reso possibile la realizzazione di tale progetto. In suo onore, Charnay battezzò alcune rovine della civiltà Maya come "Lorillard City" ma il nome in effetti non attecchì ed oggi il sito è meglio conosciuto come Yaxchilán. Désiré Charnay non fu l'unico a godere del mecenatismo di Lorillard, l'imprenditore finanziò infatti, sebbene solo in parte, anche diverse spedizioni, sempre in terra Maya, di Augustus Le Plongeon.

## Vita privata
Nel 1858, Lorillard sposò Emily Taylor (1840-1925), figlia di Isaac Ebenezer Taylor ed Eliza Mary Mollan Taylore, e da lei ebbe quattro figli:
- Emily Lorillard (1858-1909), che sposò William Kent (1858-1910) nel 1881;[7]
- Pierre Lorillard V (1860-1940), che sposò Ruth Hill (1879-1959), figlia di James J. Hill, e, più tardi, Caroline Jaffray Hamilton (1859-1909);[8][9]
- Nathaniel Griswold Lorillard (1862-1888);[10]
- Maude Louise Lorillard (1876-1922)[11] che, il 15 aprile 1893, sposò Thomas Suffern Tailer[12] e, dopo il divorzio da questi,[13] Cecil Baring, III barone Revelstoke (1864-1934), nel 1902.[14] Quest'ultimo era il terzo figlio del banchiere Edward Baring, I barone Revelstoke.[15]

Pierre Lorillard morì nel 1901, all'età di 67 anni, e fu sepolto nel cimitero di Green-Wood a Brooklyn. Sua moglie Emily, morta nel 1925, riposa a fianco a lui.